# 観智院 (台東区)
観智院（かんちいん）は、東京都台東区にある真言宗豊山派の寺院。

## 歴史
1611年（慶長16年）、照誉法印によって開山された。元々は神田に位置していたが、1648年（慶安元年）に谷中へ、万治年間（1658年～1661年）に現在地に移転した。
1680年（延宝8年）以降の第12世住職宥朝法印の代になり、当院は身分に囚われない多くの檀家を獲得し、寺運興隆の道を開いた。また当初の院号は「圓照院」であったが、「圓照」が「炎焦」に通じるということから、「観智院」に改称した。その甲斐あってか、元禄地震や関東大震災などの震災による大火の難を免れている。これらの功績により、当院は宥朝法印を「当山中興の祖」としている。
このように、巧みに火災の難を逃れてきた当院であったが、1945年（昭和20年）の空襲では、大師堂や不動堂を除く建物が焼失してしまった。幸いにも本尊や寺宝は守り通すことができた。

## 交通アクセス
- 千代田線千駄木駅1番出口より徒歩約6分（経路案内）。
- JR東日本日暮里駅より徒歩約9分（経路案内）。